# Hymenoscyphus repandus
Hymenoscyphus repandus är en svampart som först beskrevs av William Phillips, och fick sitt nu gällande namn av Dennis 1964. Hymenoscyphus repandus ingår i släktet Hymenoscyphus och familjen Helotiaceae.  Arten är reproducerande i Sverige. Inga underarter finns listade i Catalogue of Life.